# Alkaloidi
Ovaj članak govori o skupini kemijskih spojeva. Za članak o farmaceutskoj tvrtki, vidi Alkaloid (tvrtka).
Alkaloidi su prirodni spojevi s dušikom lužnatih svojstava koji imaju izraziti farmakološki učinak (“spojevi jakog djelovanja”). 
 Naziv "alkaloid" doslovno znači tvar slična alkalijama (lužinama). U većine alkaloida dušik se nalazi u heterocikličkom prstenu, a uglavnom su prisutni u obliku soli. 
Vrlo su rasprostranjeni u biljnom svijetu, a biljke koje ih sadrže često se ubraju u otrovne biljne vrste. Danas je poznato preko 2500 alkaloida, pa spadaju u najbrojniju skupinu prirodnih spojeva.
Često djeluju na središnji živčani sustav te obuhvaćaju neke psihoaktivne droge (npr. kokain).

## Primjeri
Alkaloidi se svrstavaju u razne skupine, ovisno o tipu heterocikličkog prstena sadržanog u molekuli. Jedan od jednostavnijih primjera su alkaloidi koji sadrže pirolidinski (tetrahidropirolski) ili piperidinski (heksahidropiridinski) prsten. Na primjer, higrin, izoliran iz peruanskog grma koke, sadrži pirolidinski prsten. 
Koniin izoliran iz otrovne biljke kukute, sadrži piperidinski prsten. Taj je otrov bio poznat već u staroj Grčkoj - njime je otrovan Sokrat. 
Jedan od najpoznatijih jednostavnih alkaloida je nikotin koji se sastoji iz peteročlanog i šestočlanog heterocikličkog prstena. Nikotin je jedan od glavnih alkaloida sadržanih u lišću duhana (1,5% ukupne težine). Spada u vrlo otrovne spojeve koje u malim dozama stimulira disanje, a u većim uzrokuje paralizu i smrt.
Većina alkaloida u svojoj molekuli sadrži policiklički skelet. Medu jednostavnije pripadnike spadaju kokain i atropin. Tropan, koji se sastoji od šesteroclanog piperidina i peteročlanog pirolidina, čini osnovni biciklički skelet ovih alkaloida.
Kokain ima jako djelovanje na centralni živčani sustav, a upotrebljavao se kao lokalni anestetik. Kasnije je zamijenjen prokainom, lidokainom i drugima jer uzrokuje snažnu psihičku ovisnost. 
Atropin je jak otrov. U malim dozama širi zjenice te se upotrebljava u oftalmologiji.
Od alkaloida koji sadrže kinolinski prsten najpoznatiji je kinin (antimalarik). Kasnije su po uzoru na kinin otkriveni i sintetski antimalarici - npr. klorokin i primakin.
Od svih alkaloida, najviše su proučavani oni koji se dobivaju iz opijuma. Opijum je osušeni mliječni sok koji curi iz zarezanih nezrelih glavica vrtnog maka. Sirovi opijum sadrži smjesu od oko 20% alkaloida, u kojoj najviše ima morfina (10%) koji je glavni nosilac fizioloških efekata opijuma. Morfin i srodni spojevi spadaju u jake (opioidne) analgetike. Prvi put je izoliran 1804. godine, a 125 godina kasnije je određena njegova struktura. 1952. godine je priređen sintetski. Morfin se sastoji od pet kondenziranih prstenova od kojih je jedan aromatski, a jedan prsten sadrži dušik.
Kodein je metilirani morfin. Osim analgetičkog djelovanja kodein je vrlo djelotvoran za suzbijanje refleksa koji uzrokuje kašalj. Heroin je polusintetski derivat morfina (diacetilmorfin). Uz to, heroin je jedna od najopasnijih droga, čije uzimanje u najvećem broju slučajeva vodi u smrt.

## Kemijska podjela
| Skupina                  | Primjer | Skupina                 | Primjer                                                            |
| ------------------------ | --- | ----------------------- | ------------------------------------------------------------------ |
| Aminoalkaloidi           | efedrin, pseudoefedrin, katinon, meskalin, kolhicin, muskarin                                                                 | Tropanski alkaloidi     | kokain, atropin, hiosciamin, skopolamin                            |
| Indolski alkaloidi       | ergometrin, ergotamin, ergokristin, ergokriptin, vinblastin, vinkristin, strihnin, ibogain, psilocibin, DMT, harmin, harmalin | Piridinski alkaloidi    | nikotin                                                            |
| Kinolinski alkaloidi     | kinin, kinidin, cinhonin, cinhonidin                                                                                          | Purinski alkaloidi      | kofein, teobromin, teofilin                                        |
| Izoksazolski alkaloidi   | ibotenska kiselina, muscimol                                                                                                  | Izokinolinski alkaloidi | morfin, kodein, tebain, papaverin, noskapin, berberin, tubokurarin |
| Kinolizidinski alkaloidi | spartein | Pirolidinski alkaloidi  | kuskohigrin, higrin                                                |
| Steroidni alkaloidi      | rubijervin, jervin, veratramin                                                                                                | Piperidinski alkaloidi  | koniin                                                             |

## Vanjske poveznice
- http://www.borislavdopudja.net/ecstasy/alkaloidi.html  Arhivirana inačica izvorne stranice od 4. ožujka 2007. (Wayback Machine)